# 바이마르 고전주의
바이마르 고전주의(독일어: Weimarer Klassik)는 18세기 후반 독일어권의 문예운동이자 문화운동이다. 바이마르 고전주의자들은 낭만주의, 고전주의, 계몽주의의 사상을 종합한 새로운 인본주의를 확립하고자 했다. 운동의 주창자격인 괴테, 실러 등이 바이마르에 살았기 때문에 바이마르 고전주의라고 한다.
바이마르 고전주의 운동은 1772년부터 1805년까지 33년간 지속되었으며, 중요한 참여자로는 요한 볼프강 폰 괴테, 요한 고트프리트 헤르더, 프리드리히 실러, 크리스토프 마르틴 빌란트 등이 있다.

## 같이 보기
- 에른스트 카시러
- 새뮤얼 테일러 콜리지
- 요한 게오르크 하만
- 요한 고트프리트 헤르더
- 프리드리히 횔덜린
- 카를 필리프 모리츠
- 프리드리히 니체
- 장자크 루소
- 프리드리히 빌헬름 요제프 셸링
- 크리스토프 마르틴 빌란트